# Ringsjön
Ringsjön est le deuxième plus grand lac de Scanie, dans le sud de la Suède. Il est, de nos jours, divisé en trois lacs : Östra Ringsjön, Västra Ringsjön et Sätoftasjön, ce dernier étant souvent considéré comme une partie de l'Östra Ringsjön. Västra Ringsjön se situe dans les communes de Höör et Eslöv, tandis que Östra Ringsjön et Sätoftasjön se situent dans les communes de Höör et Hörby. Au milieu du lac, sur ce qui était auparavant une île, se trouve l'ancien couvent de Bosjökloster, datant du XIIe siècle.
En 1883, le seigneur du château de Rönneholm a décidé de drainer l'eau du lac, ce qui a fait baissé le niveau du lac de 1,5 m, faisant diminuer de 30 % la surface du lac, et de 20 % le volume d'eau. Ceci a permis de récupérer des terres agricoles et des zones d'extraction de tourbe. C'est depuis cet évènement que le lac est divisé en 3 parties. La route nationale 23 passe maintenant entre l'Östra Ringsjön et le Västra Ringsjön.
Le lac était avant la création du tunnel de Bolmen une réserve d'eau potable pour Helsingborg et ses alentours, et est toujours utilisé dans le cas où l'approvisionnement par le tunnel était insuffisant. Le lac est toujours une réserve d'eau potable pour Stehag.
À cause de l'agriculture intensive autour du lac, les eaux auparavant très riche du lac ont vu leur quantité de poissons s'amenuiser.